# Hranol

Šestiboký hranol, jehož obě základny jsou šestiúhelníky

Hranol je mnohostěn se dvěma stejnými polygonálními základnami, které jsou spojeny pásem rovnoběžníků.

## Obecné vlastnosti
Obecně n-boký hranol, tedy hranol s n-úhelníkovými podstavami (základnami), má n+2 stěn, 3n hran a 2n vrcholů, z každého vrcholu vycházejí 3 hrany.

### Objem a povrch
Objem hranolu se vypočítá jako
{\displaystyle V=S_{p}\cdot v\,\!},
kde {\displaystyle S_{p}\,\!} je obsah podstavy a {\displaystyle v\,\!} výška.
Povrch hranolu se vypočítává jako součet obsahu základen a obsahu jednotlivých stěn - jejich počet je dán počtem stran základen.
{\displaystyle S=2\cdot P+Q\,},
kde {\displaystyle P} je obsah podstavy a {\displaystyle Q} je obsah pláště (který se rovná obvod podstavy krát výška).

## Speciální případy
Pokud jsou všechny stěny hranolu tvořeny obdélníky, mluvíme o kvádru, pokud jsou tvořeny čtverci, jedná se o krychli.